# Гадяцька чоловіча гімназія
Гадяцька класична чоловіча гімназія — навчальний заклад для хлопців у місті Гадяч, що існував у період 1911—1919 років та відіграв значну роль в культурному й освітньому житті міста на початку ХХ століття.

## Історія
Наприкінці ХІХ ст. Гадяцьке повітове земство виявило наміри відкрити у місті чоловічу гімназію. У 1898 році було звернення до міської думи про виділення коштів у сумі 30 000 крб. На витрати для будівлі у розпорядженні міста було 6000 крб., 3000 виділило земство, решта коштів надійшла з фондів Міністерства освіти Російської імперії для Київського учбового округу. Попечитель округу — таємний радник О. М. Деревицький, архітектор — В. П. Листовничий. Будівництво приміщення гімназії почалось 1902 р.
Споруда була однією з найкращих в окрузі: ґрунтовна фігурно-цегляна кладка стін, аркові перекриття, висота класних приміщень, урочистість і акустика актового залу, великі вікна, просторі коридори, широкі сходи. Фасад будівлі оформлений у стилі еклектика, ліпні прикраси виконані з цементу високої якості, нагадують різьбу по каменю.
Гадяцька чоловіча гімназія була відкрита 1 липня 1911 року. Мала 6 класів. У 1917 році відкрито 7-й клас. До гімназії приймалися хлопці всіх станів і віросповідань. У 1917 році у гімназії навчалося 280 хлопців, з них: 39 — діти селян, 56 — козаків, 85 — міщан і цехових ремісників, 31 — почесних громадян і купців, 16 — духовенства, 39 — особистих дворян, 14 — родових дворян. Утримувалася гімназія на кошти держави, міста, губернського і повітового земств та плати (50 карбованців від учня за рік) за навчання.
Працювало 19 учителів. Директор гімназії — дійсний статський радник І. І. Петров. Закон Божий викладав священник А. Малеровський. Учителі гімназії: В. К. Сеферовський, М. П. Негеєвич, М. П. Садиленко, Т. Ф. Зіміна, Є. В. Сафонова, С. І. Карташов, М. І. Федоровський та ін. Учителі — випускники Петербурзького, Харківського і Юріївського (Тартуського) університетів, а також Петербурзького історико-філологічного інституту.
Найвідоміший випускник Гадяцької чоловічої гімназії — Микола Леонідович Духов, конструктор важких танків, тричі Герой соціалістичної Праці, лауреат Ленінської і п'яти державних премій СРСР, член — кореспондент АН СРСР, генерал — лейтенант інженерно — технічної служби. В гімназії він навчався з 1914 по 1918 рік.
Українська революція 1917—1920 рр. вплинула на життя гімназії. За рішенням уряду Української держави гетьмана Скоропадського була проведена українізація шкіл і класичних гімназій. Навчальний заклад перейшов на українську мову викладання, директором залишався І. І. Петров. З Гадяцькою чоловічою гімназією пов'язана культурно-просвітницька діяльність Олени Пчілки.
Встановлення радянської влади в Україні змінило статус навчального закладу. У 1919 році гімназія була ліквідована, а в приміщенні діяли трирічні педагогічні курси, згодом перетворені на педагогічний технікум.
Зараз у будівлі колишньої гімназії розташована Гадяцька спеціалізована школа-інтернат ім. Є. П. Кочергіна.